# ألبرت فريمان
ألبرت فريمان (بالإنجليزية: Albert Freeman)‏ (21 أكتوبر 1899 ببرستون في المملكة المتحدة - ) هو لاعب كرة قدم بريطاني (وحمل سابقاً جنسية المملكة المتحدة لبريطانيا العظمى وأيرلندا) في مركز مهاجم داخلي. لعب مع سوانزي سيتي ونادي بيرنلي.